# Santiago Pérez Fernández
Santiago Pérez Fernández, conegut com a Santi Pérez (Vega Peridiello, Grado, 5 d'agost de 1977), va ser un ciclista espanyol que fou professional entre 2001 i el 2011. Destacà com a escalador, aconseguint tres victòries d'etapa a la Volta a Espanya de 2004 on acabà segon darrere de Roberto Heras.
A finals de 2004 es va fer públic un positiu que havia donat el 5 d'octubre durant uns entranaments. El contranàlisi també va donar positiu i va ser suspès per dos anys.
El 2006 el seu nom també es va veure implicat en l'Operació Port, sent identificat per la Guàrdia Civil com a client de la xarxa de dopatge liderada per Eufemiano Fuentes amb el nom en clau Santi-P o Santi PZ. El corredor no fou sancionat per la Justícia espanyola en no ser el dopatge un delicte a Espanya en aquell moment, i tampoc va rebre cap sanció en negar-se el jutge instructor del cas a facilitar als organismes esportius internacionals (AMA, UCI) les proves que demostrarien la seva implicació com a client de la xarxa de dopatge.
El 2007 va tornar a la competició amb l'equip Relax-Gam, però la desaparició d'aquest equip la temporada següent, el va portar a fitxar per diferents equips portuguesos d'inferior categoria. Es va retirar el 2011, amb l'equip Barbot-Torrie, justament el que li havia donat l'oportunitat de ser professional.

## Palmarès
- 2000
  - 1r a la Volta a Tenerife i vencedor de 4 etapes
- 2001
  - Vencedor d'una etapa de la Volta a Portugal
  - Vencedor d'una etapa de la Volta a Navarra
- 2004
  - Vencedor de 3 etapes de la Volta a Espanya
- 2009
  - 1r a la Clàssica Vieira do Minho
- 2010
  - 1r a la Pujada al Naranco
  - 1r al Gran Premi Liberty Seguros i vencedor d'una etapa
- 2011
  - 1r al Gran Premi de Laudio

### Resultats al Tour de França
- 2002. Abandona (11a etapa)
- 2004. 49è de la classificació general

### Resultats al Giro d'Itàlia
- 2002. Abandona (8a etapa)

### Resultats a la Volta a Espanya
- 2003. 44è de la classificació general
- 2004. 2n de la classificació general. Vencedor de 3 etapes
- 2007. 65è de la classificació general